# Marte Skaanes
Marte Skaanes (* 10. September 1996) ist eine ehemalige norwegische Skilangläuferin.

## Werdegang
Skaanes, die für den Strindheim Il startet, lief im Dezember 2016 in Lillehammer ihre ersten Rennen im Scandinavian Cup, wo sie den 51. Platz im Sprint und jeweils den 48. Rang über 5 km Freistil und im 15-km-Massenstartrennen belegte. In der Saison 2018/19 erreichte sie mit sechs Platzierungen in den Punkterängen den 17. Platz in der Gesamtwertung des Scandinavian Cups. Ihr Debüt im Weltcup hatte sie im Dezember 2018 in Beitostølen, das sie auf dem 57. Platz über 15 km Freistil beendete. Bei ihren zweiten Start im Weltcup im März 2019 in Oslo holte sie mit dem 20. Platz im 30-km-Massenstartrennen ihre ersten Weltcuppunkte. In der Saison 2021/22 gewann sie mit drei zweiten und zwei ersten Plätzen die Gesamtwertung des Scandinavian-Cups. Zudem wurde sie norwegische Meisterin mit der Staffel. In der Saison 2022/23 erreichte zwei Zweite Plätze beim Scandinavian Cup in Madona und gewann Gold über 5 km klassisch sowie Bronze über 30 km klassisch bei den Norwegischen Meisterschaften in Tolga. In der Saison 2023/24 des Scandinavian Cups, gelang es ihr den 30 km klassisch Intervallstart in Hommelvik zu gewinnen. In der Saison 2024/25 wurde sie insgesamt Siebte im Scandinavian Cup und wurde  beim 20 km Massenstart in Lillehammer Dritte. Dazu gewann sie bei den Norwegischen Meisterschaften in Gåsbu Gold mit der Staffel. Im Juli 2025 verkündete sie ihr Karriereende.

## Erfolge

### Siege bei Continental-Cup-Rennen
| Nr. | Datum            | Ort       | Disziplin                  | Serie            |
| --- | ---------------- | --------- | -------------------------- | ---------------- |
| 1.  | 12. Februar 2022 | Otepää    | 20 km klassisch            | Scandinavian Cup |
| 2.  | 20. März 2022    | Akureyri  | 15 km Freistil Massenstart | Scandinavian Cup |
| 3.  | 2. März 2024     | Hommelvik | 30 km klassisch            | Scandinavian Cup |

### Siege bei Rollerski-Weltcuprennen
| Nr. | Datum         | Ort      | Disziplin      |
| --- | ------------- | -------- | -------------- |
| 1.  | 24. Juni 2022 | Telemark | 10 km Freistil |